# Damrak

Auf der Ostseite des Damrak liegen die Häuser direkt am Wasser, Foto aus dem 19. Jhd.

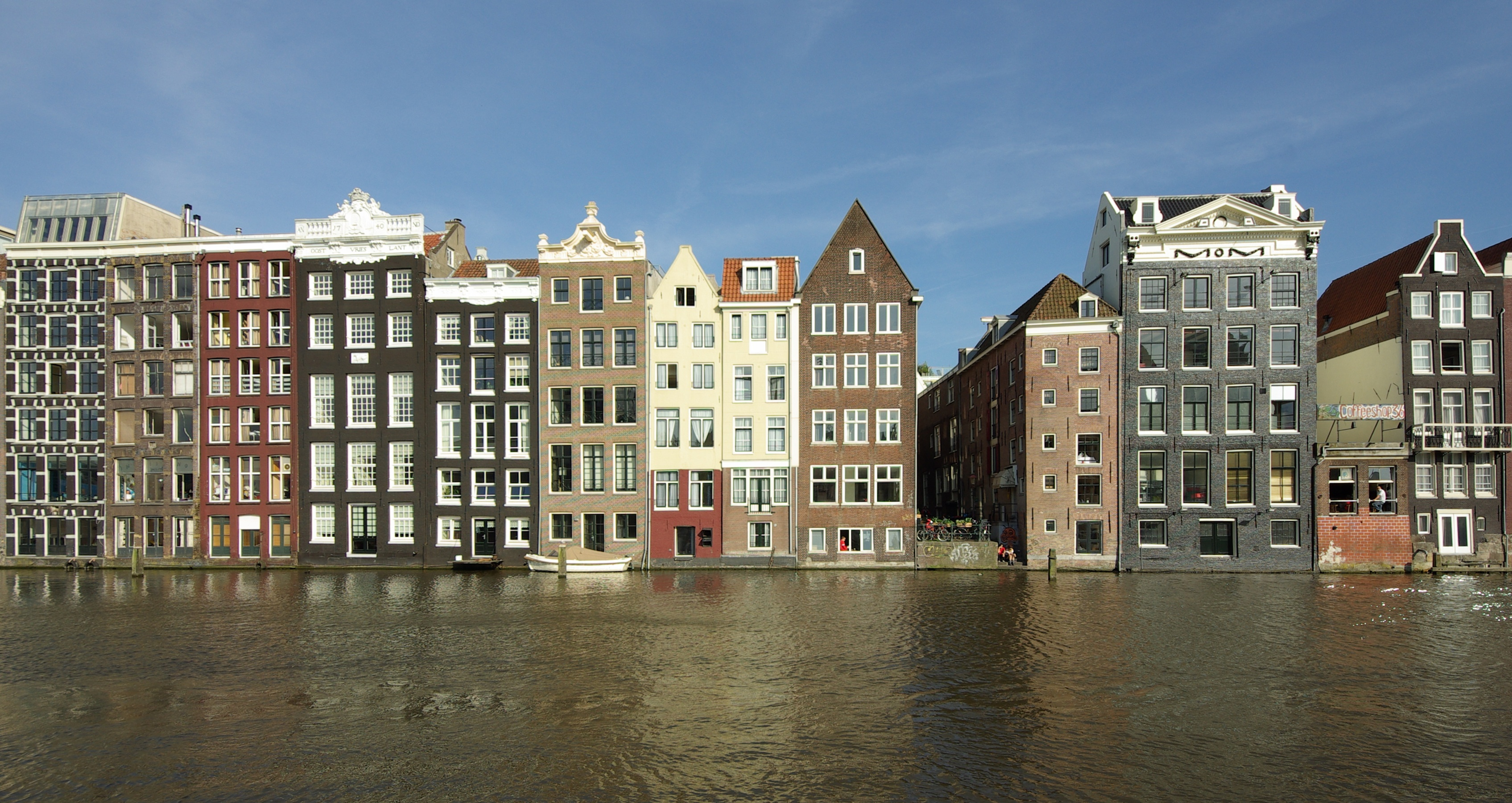
Auf der Ostseite des Damrak liegen die Häuser direkt am Wasser, 2011

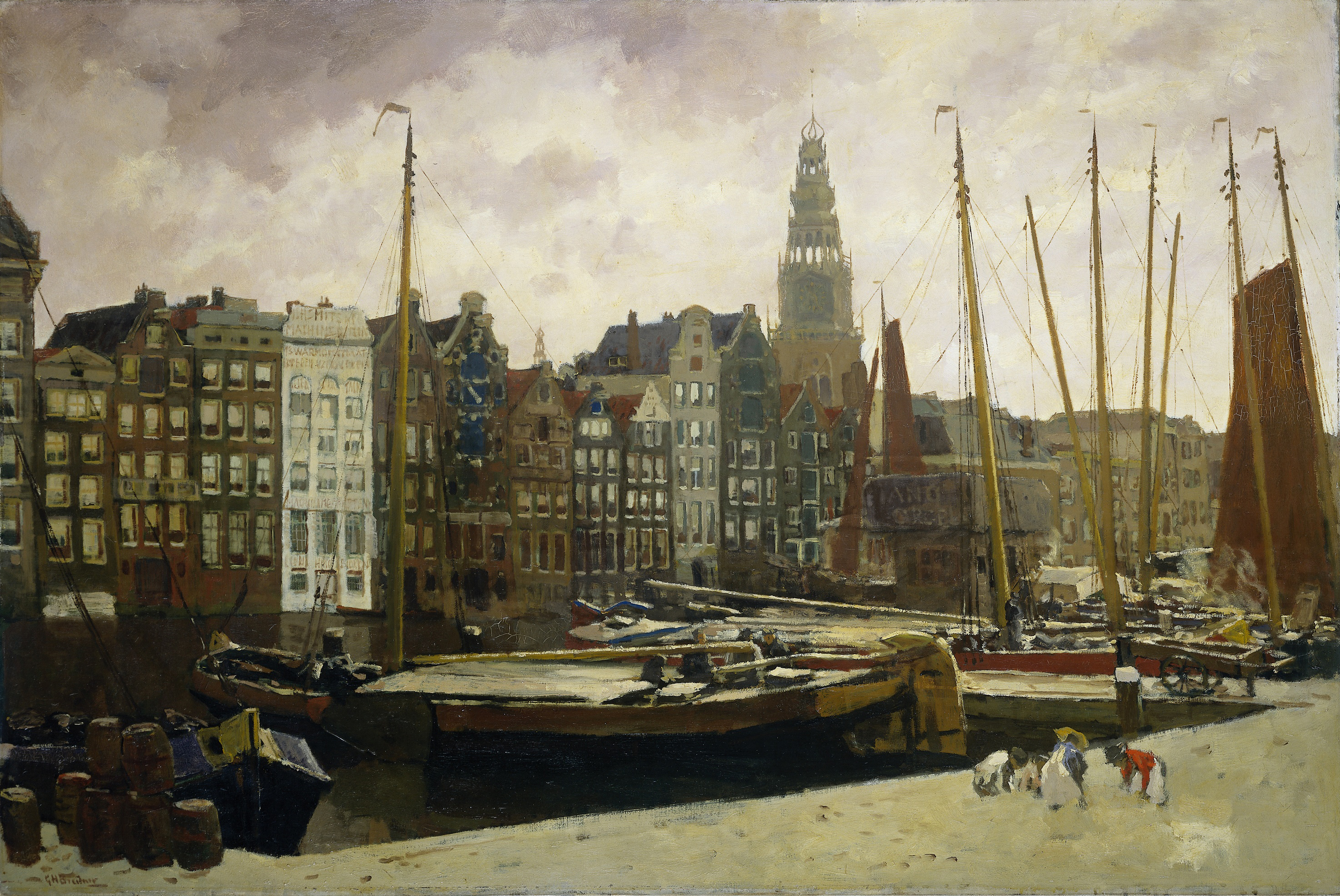
Het Damrak te Amsterdam, mit Blick auf den Oudekerkturm, Bild von George Hendrik Breitner, 1903

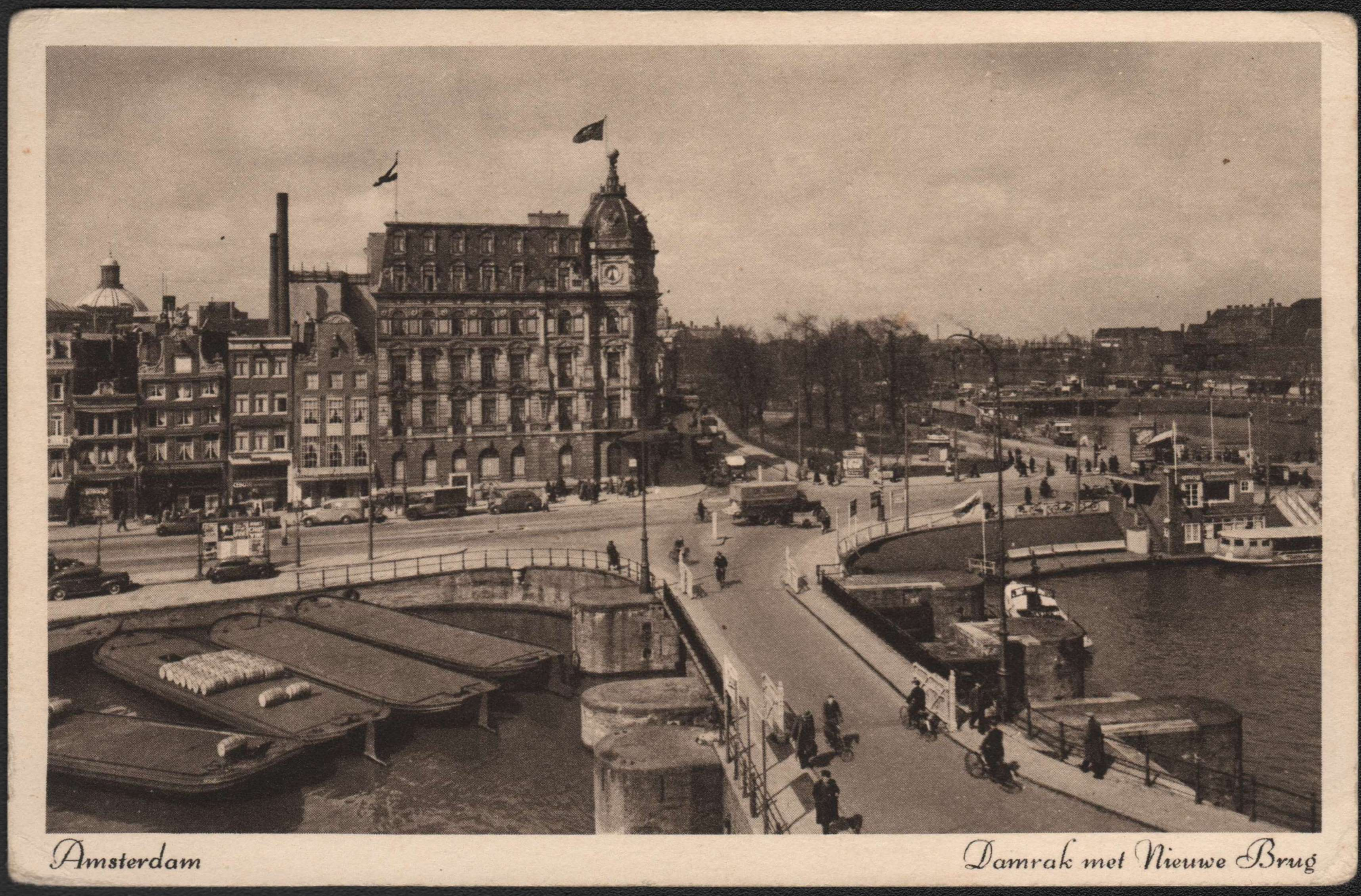
Damrak mit der Nieuwe Brug und dem Victoria Hotel

Der Damrak in Amsterdam-Centrum ist eine Straße und Gewässer zwischen dem Dam und dem Bahnhof Amsterdam Centraal.

## Geschichte
Ursprünglich war der Damrak der Name des geraden schiffbaren Abschnitts (niederländisch: Rak, wie auch in Skagerrak), gelegen zwischen den Dam und dem IJ. Durch eine 1265 und 1275 errichtete Schleuse, also einem Damm, am Plaetse, der alte Name des heutigen Dam, floss das Wasser von der Amstel, die zuvor durch einen angelegten Entladekai zum Rokin wird, in den Damrak – der dadurch erst seinen Namen erhielt – und mündete dann in das IJ. Mit der Anlage dieser Schleuse konnten die Gezeiten aus der Stadt gehalten werden, wie auch die Abfälle aus der Stadt gespült werden. Zusätzlich half es der Versandung der Amstelmündung entgegenzuwirken.
Der Damrak bildete den ältesten Teil des Hafen von Amsterdam. Dort, wo heute der Hauptbahnhof liegt, befand sich zudem eine Reihe von Anlegepfählen im IJ, an denen größere Schiffe festmachen konnten, die dann von kleineren Schiffen, die den Damrak und die Grachten befahren konnten, entladen wurden. Der Kai, der nur auf der westlichen Seite des Damrak verlief (an der Ostseite standen die Häuser direkt am Wasser), hieß „Op ’t Water“. Rasch verfügbare Informationen spielen im Handel stets eine große Rolle und so gab es hier viele Buchdruckereien, Verlage und Buchhändler. Tägliche Fähren, die Amsterdam mit dem nördlich gelegenen Friesland (Herrschaft Friesland) verbanden, waren auch Bestandteil des Schiffsverkehrs auf dem Damrak.

## Verfüllung
1845 und 1883 wurden die südlichen Teile des Damraks, zwischen Dam und Oudebrugsteeg zugeschüttet und eine Straße geschaffen.
Die Häuser an der Warmoesstraat zwischen Nieuwebrugsteeg und Oudebrugsteeg stehen mit ihrer Rückfassade noch immer am verbliebenen Gewässer des Damraks. Hier befindet sich gegenüber der noch der einzig verbliebene Anlegeplatz, an dem Schiffe entladen werden können. Daneben befinden sich sechs Schwimmstege als Zustieg zu den Rundfahrtbooten.
Zwei Brücken über den Damrak, die Papenbrug (bei der Oude Kerk) und die Oude Brug gingen bei der Aufschüttung verloren. Die angehenden Straßen Papenbrugsteeg und Oudebrugsteeg erinnern noch daran. Die Nieuwe Brug (Nr. 303) liegt dort, wo die Prins Hendrikkade den Damrak kreuzt und abschließt. 

## „Rode Loper“
Der Damrak ist Teil der Strecke, die den Reisenden nach Verlassen des Bahnhofs einen ersten Eindruck von der Stadt vermitteln soll. Diese als „Roter Teppich“ (Rode Loper) bezeichnete Strecke führt vom Hauptbahnhof über den Damrak, den Rokin bis zum Muntplein und weiter über die Vijzelstraat bis zum Weteringplantsoen.
Der Damrak beherbergt viele touristisch orientierte Geschäfte, Hotels und (Fast-Food-)Restaurants. Mehrere Gassen verbinden den Damrak mit der belebten Einkaufsstraße Nieuwendijk, die parallel dazu verläuft. Auf dem zugeschütteten Teil des Damraks, am Beursplein (Börsenplatz), stehen die Beurs van Berlage, die Amsterdamer Börse und die Amsterdamer Filiale der Einkaufskette De Bijenkorf (bis 1903 befand sich an dieser Stelle die Beurs van Zocher).
Die Straßenbahnlinien 4 und 14 befahren den Damrak. Die Metrolinie 52 fährt seit 2018 unter dem Damrak (einzige Haltestelle Rokin). Der Dam, wie auch der Damrak sind in der süd-nördlichen Fahrtrichtung einspurig mit PKW befahrbar.

## Verschönerung
Viele der allzu grellen Werbeschilder der Geschäfte wurden noch vor der Hochzeit Willem-Alexanders im Jahr 2002 entfernt. Seitdem prägen die alten monumentalen Fassaden wieder mehr das Straßenbild. Bekannte Hotels am Damrak sind das Victoria Hotel, das 1912 eröffnete Hotel De Roode Leeuw und das Swissôtel.
Unter dem Namen „Coalitieproject 1012“ benannt nach der Postleitzahl, arbeiteten die Anwohner des Zentrums eng mit der Stadt zusammen, um Kriminalität und Verfall zu begegnen. Seit 2001 sind die anrainenden Unternehmer in der Unternehmervereinigung Damrak organisiert. Mit Unterstützung des Stadtbezirks Innenstadt wurde ein so genannter Straßenmanager ernannt.

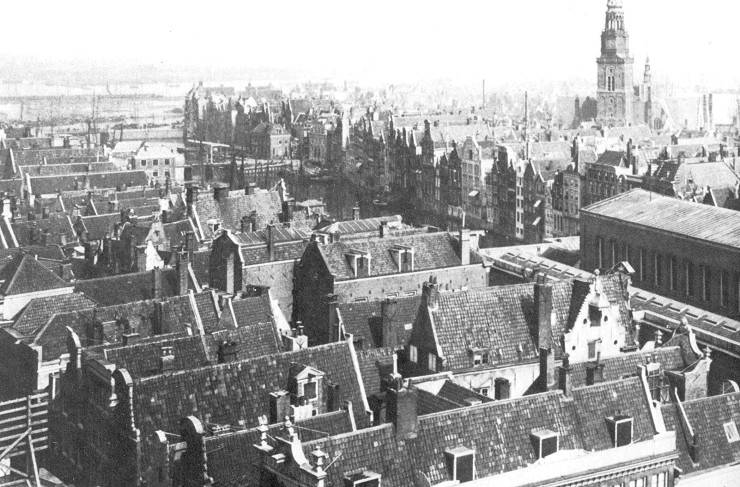
Der Damrak vor 1882. Der Teil des Damrak, an dem heute die Beurs van Berlage steht, ist noch nicht verfüllt. Rechts die Beurs van Zocher (heute Bijenkorf)
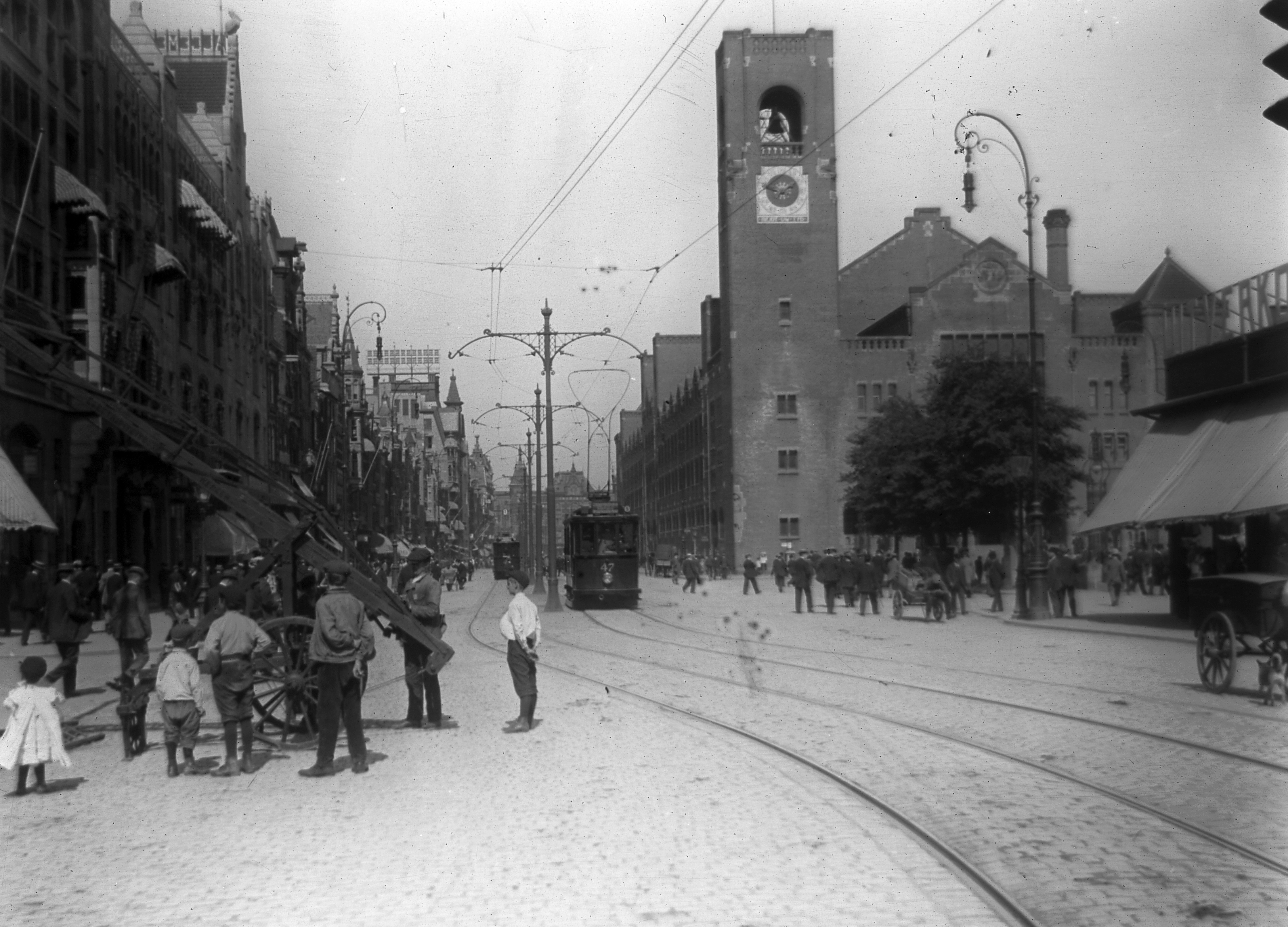
Damrak im Jahr 1910 mit der kurz zuvor errichteten Beurs van Berlage
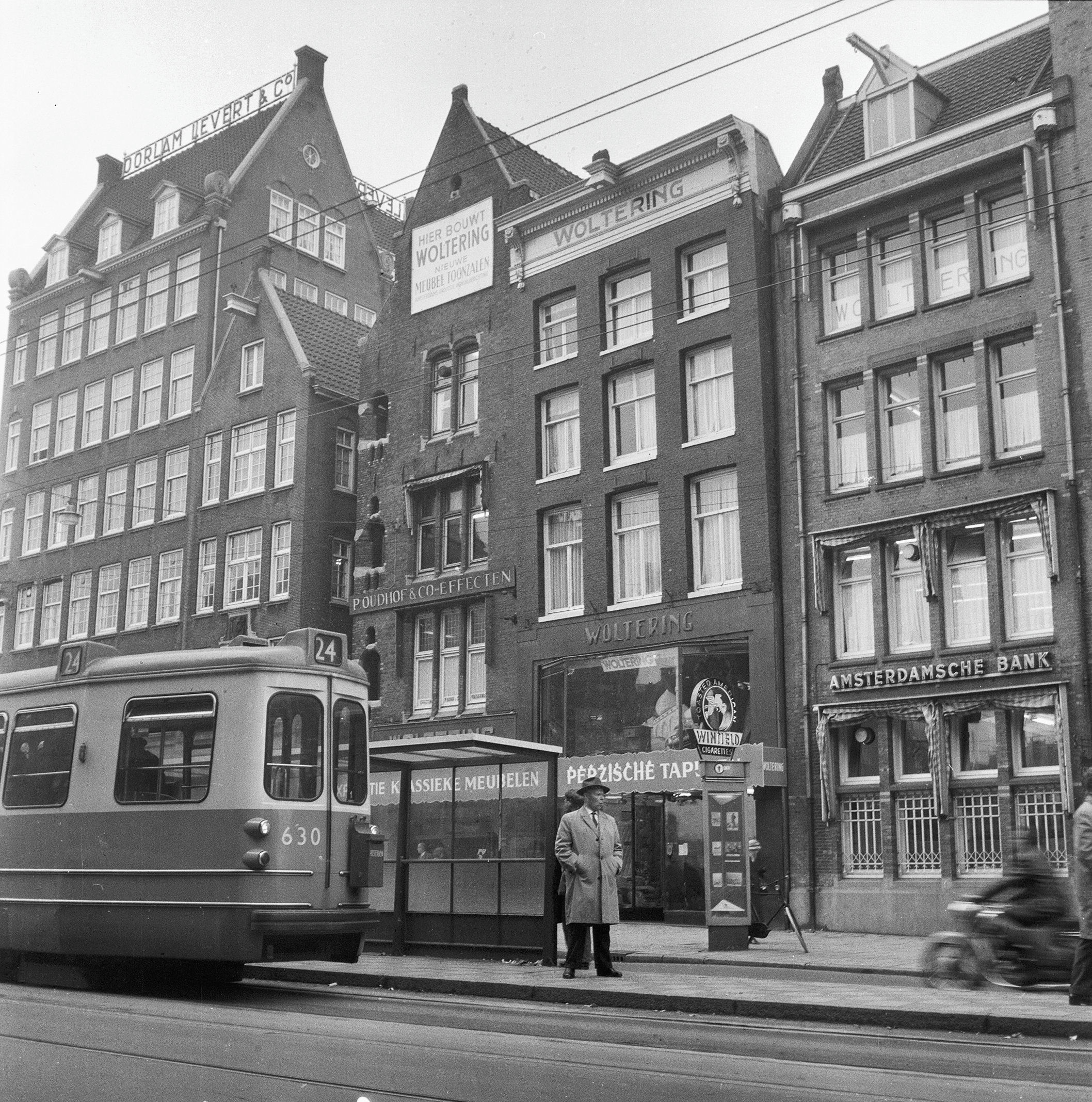
Damrak, 1961
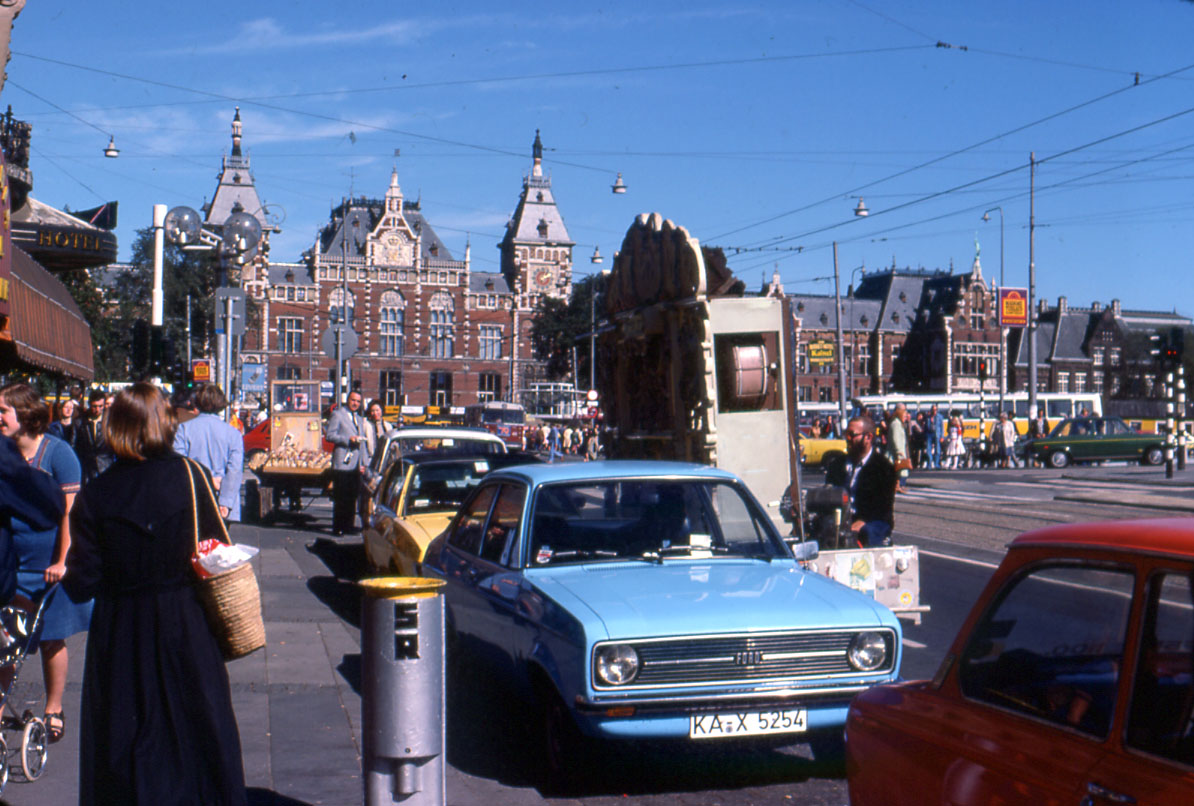
Damrak, 1977
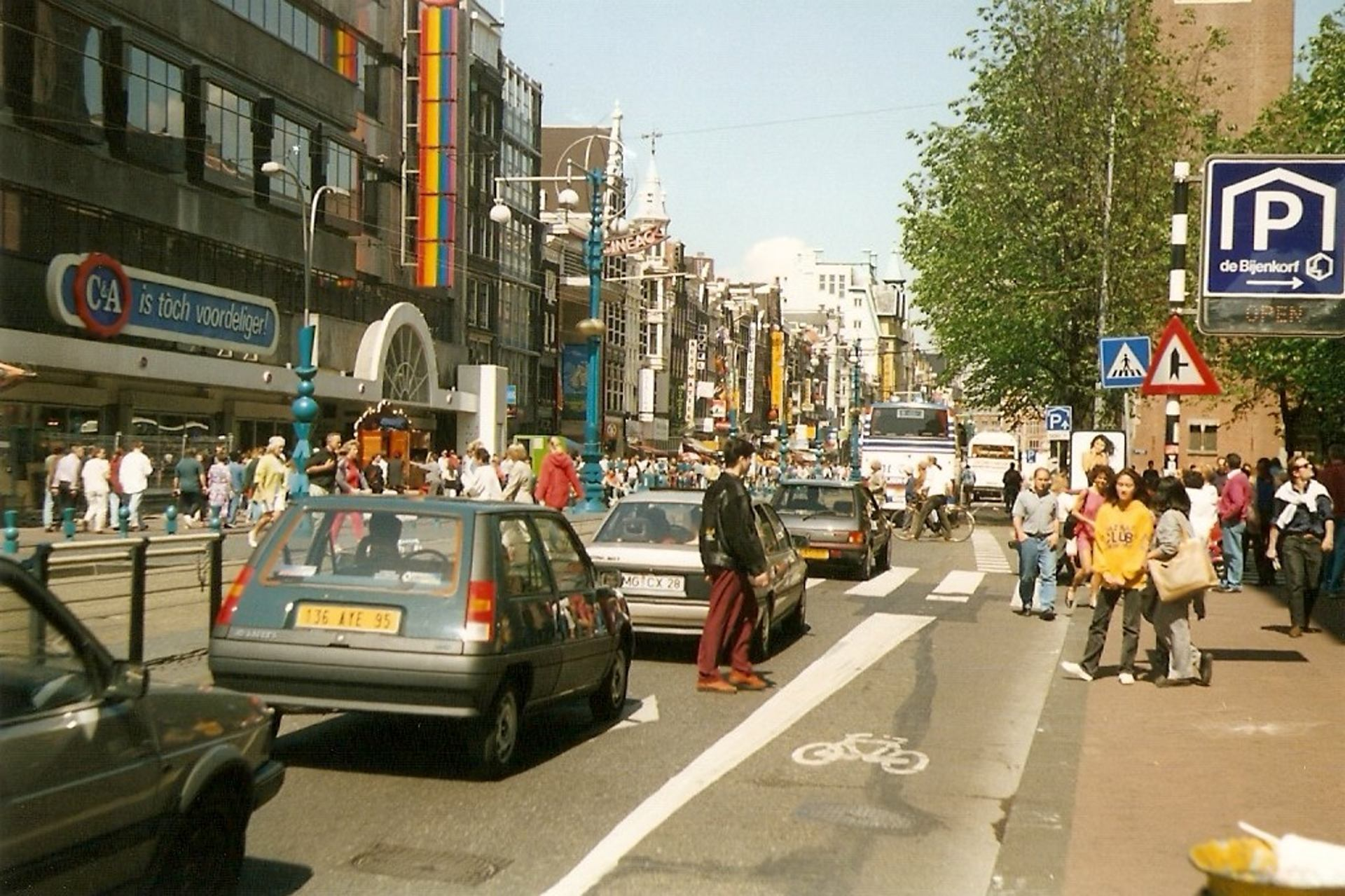
Verkehr auf dem Damrak, 1994